# 남해군·하동군 (1988년 선거구)
남해군·하동군은 대한민국의 옛 국회의원 선거구이다. 당시 경상남도 남해군, 하동군 지역을 관할했다.

## 역사
제13대 국회의원 선거를 앞두고 소선거구제가 실시되었다. 이에 남해군·하동군 선거구가 관할 구역을 유지하면서 1인 선거구로 개편되었다.
제20대 국회의원 선거를 앞두고 사천시 선거구와 통합되어 사천시·남해군·하동군 선거구를 이루게 됨에 따라 폐지되었다.

## 역대 국회의원
| 선거   | 정당 | 정당       | 의원   |
| ------ | ---- | ---------- | ------ |
| 1988년 |      | 민주정의당 | 박희태 |
| 1992년 |      | 민주자유당 | 박희태 |
| 1996년 |      | 신한국당   | 박희태 |
| 2000년 |      | 한나라당   | 박희태 |
| 2004년 |      | 한나라당   | 박희태 |
| 2008년 |      | 한나라당   | 여상규 |

## 역대 선거 결과

### 대한민국 제13대 국회의원 선거
|  | 52.93% |

|  | 42.21% |

|  | 3.22% |

|  | 1.61% |

### 대한민국 제14대 국회의원 선거
|  | 60.22% |

|  | 24.96% |

|  | 11.29% |

|  | 1.89% |

|  | 0.88% |

|  | 0.73% |

### 대한민국 제15대 국회의원 선거
|  | 75.83% |

|  | 9.09% |

|  | 8.34% |

|  | 6.71% |

### 대한민국 제16대 국회의원 선거
|  | 59.63% |

|  | 21.34% |

|  | 11.98% |

|  | 4.52% |

|  | 2.50% |

### 대한민국 제17대 국회의원 선거
|  | 53.50% |

|  | 41.96% |

|  | 2.71% |

|  | 1.81% |

### 대한민국 제18대 국회의원 선거
|  | 56.73% |

|  | 40.61% |

|  | 2.64% |